# Belgium a 2004. évi nyári olimpiai játékokon
Belgium a görögországi Athénban megrendezett 2004. évi nyári olimpiai játékok egyik részt vevő nemzete volt. Az országot az olimpián 14 sportágban 50 sportoló képviselte, akik összesen 3 érmet szereztek.

## Érmesek
| Érem  | Versenyző     | Sportág      | Versenyszám         |
| ----- | ------------- | ------------ | ------------------- |
| Arany | Justine Henin | Tenisz       | Női egyes           |
| Bronz | Ilse Heylen   | Cselgáncs    | Női harmatsúly      |
| Bronz | Axel Merckx   | Kerékpározás | Férfi mezőnyverseny |

## Asztalitenisz
Férfi
| Versenyző         | Versenyszám | 64-es főtábla     | 48-as főtábla     | 32-es főtábla                                         | Nyolcaddöntő      | Negyeddöntő       | Elődöntő          | Döntő             | Helyezés |
| Versenyző         | Versenyszám | Ellenfél Eredmény | Ellenfél Eredmény | Ellenfél Eredmény                                     | Ellenfél Eredmény | Ellenfél Eredmény | Ellenfél Eredmény | Ellenfél Eredmény | Helyezés |
| ----------------- | ----------- | ----------------- | ----------------- | ----------------------------------------------------- | ----------------- | ----------------- | ----------------- | ----------------- | -------- |
| Jean-Michel Saive | Egyes       |                   |                   | Luis Lin (DOM) · 5-11, 4-11, 11-5, 13-11, 16-18, 8-11 | kiesett           | kiesett           | kiesett           | kiesett           | 17.      |

## Atlétika
Férfi
| Versenyző             | Versenyszám | Előfutam | Előfutam | Előfutam | Elődöntő | Elődöntő | Elődöntő | Döntő   | Döntő    |
| Versenyző             | Versenyszám | Idő      | Hely.    | Össz.    | Idő      | Hely.    | Össz.    | Idő     | Helyezés |
| --------------------- | ----------- | -------- | -------- | -------- | -------- | -------- | -------- | ------- | -------- |
| Cédric Van Branteghem | 400 m       | 45,70    | 4.       | 21.      | 46,03    | 8.       | 20.      | kiesett | kiesett  |
| Joeri Jansen          | 800 m       | 1:46,66  | 4.       | 26.**    | kiesett  | kiesett  | kiesett  | kiesett | kiesett  |
| Tom Compernolle       | 5000 m      | 13:43,44 | 14.      | 29.      |          |          |          | kiesett | kiesett  |
| Monder Rizki          | 5000 m      | 14:03,58 | 16.      | 33.      |          |          |          | kiesett | kiesett  |

Női
| Versenyző                                                       | Versenyszám     | Előfutam | Előfutam | Előfutam | Negyeddöntő | Negyeddöntő | Negyeddöntő | Elődöntő | Elődöntő | Elődöntő | Döntő   | Döntő    |
| Versenyző                                                       | Versenyszám     | Idő      | Hely.    | Össz.    | Idő         | Hely.       | Össz.       | Idő      | Hely.    | Össz.    | Idő     | Helyezés |
| --------------------------------------------------------------- | --------------- | -------- | -------- | -------- | ----------- | ----------- | ----------- | -------- | -------- | -------- | ------- | -------- |
| Kim Gevaert                                                     | 100 m           | 11,18    | 3.       | 8.       | 11,17       | 2.          | 8.          | 11,40    | 7.       | 15.      | kiesett | kiesett  |
| Kim Gevaert                                                     | 200 m           | 22,76    | 2.       | 10.*     | 22,68       | 3.          | 3.          | 22,48    | 3.       | 4.       | 22,84   | 6.       |
| Katleen De Caluwé Lien Huyghebaert Élodie Ouédraogo Kim Gevaert | 4 × 100 m váltó | 43,08    | 3.       | 8.       |             |             |             |          |          |          | 43,11   | 6.       |

| Versenyző     | Versenyszám | Selejtező | Selejtező | Döntő    | Döntő    |
| Versenyző     | Versenyszám | Eredmény  | Helyezés  | Eredmény | Helyezés |
| ------------- | ----------- | --------- | --------- | -------- | -------- |
| Tia Hellebaut | Magasugrás  | 195 cm    | 4.**      | 185 cm   | 12.      |

* - egy másik versenyzővel azonos időt ért el

** - két másik versenyzővel azonos időt/eredményt ért el

## Cselgáncs
Női
| Versenyző         | Versenyszám | Selejtező                                   | Nyolcaddöntő                      | Negyeddöntő                      | Elődöntő          | Vigaszág első kör | Vigaszág negyeddöntő               | Vigaszág elődöntő                    | Bronz- mérkőzés                     | Döntő             | Helyezés    |
| Versenyző         | Versenyszám | Ellenfél Eredmény                           | Ellenfél Eredmény                 | Ellenfél Eredmény                | Ellenfél Eredmény | Ellenfél Eredmény | Ellenfél Eredmény                  | Ellenfél Eredmény                    | Ellenfél Eredmény                   | Ellenfél Eredmény | Helyezés    |
| ----------------- | ----------- | ------------------------------------------- | --------------------------------- | -------------------------------- | ----------------- | ----------------- | ---------------------------------- | ------------------------------------ | ----------------------------------- | ----------------- | ----------- |
| Ilse Heylen       | Harmatsúly  | Naina Cecilia Ravaoarisoa (MAD) · 0200-0000 | Solpan Kalijeva (KAZ) · 1000-0000 | Amarilis Savón (CUB) · 0000-0101 |                   |                   | Sanna Askelöf (SWE) · 0201-0000    | Georgina Singleton (GBR) · 0011-0000 | Annabelle Euranie (FRA) · 0001-0000 |                   |             |
| Gella Vandecaveye | Váltósúly   | Vânia Ishii (BRA) · 1000-0000               | Eléni Tambászi (GRE) · 1020-0000  | Urška Žolnir (SLO) · 0001-1001   |                   |                   | Driulis González (CUB) · 0000-1000 | kiesett                              | kiesett                             |                   | helyezetlen |
| Catherine Jacques | Középsúly   | Kim Midzsong (KOR) · 0011-0010              | Liu Shu-Yun (TPE) · 0220-0010     | Ueno Maszae (JPN) · 0000-1000    |                   |                   | Raša Sraka (SLO) · 0200-0000       | Kim Ljonmi (PRK) · 0110-0030         | Annett Böhm (GER) · 0000-1000       |                   | 5.          |

## Evezés
Férfi
| Versenyző                             | Versenyszám              | Előfutam | Előfutam | Vigaszág | Vigaszág | Elődöntő | Elődöntő | Elődöntő | Döntő | Döntő   | Döntő | Helyezés |
| Versenyző                             | Versenyszám              | Idő      | Hely.    | Idő      | Hely.    | Típus    | Idő      | Hely.    | Típus | Idő     | Hely. | Helyezés |
| ------------------------------------- | ------------------------ | -------- | -------- | -------- | -------- | -------- | -------- | -------- | ----- | ------- | ----- | -------- |
| Tim Maeyens                           | Egypárevezős             | 7:17,68  | 1.       |          |          | A/B/C    | 6:50,33  | 2.       | A     | 7:01,74 | 6.    | 6.       |
| Justin Gevaert Wouter Van der Fraenen | Könnyűsúlyú kétpárevezős | 6:26,25  | 4.       | 6:31,18  | 3.       | C/D      | 6:25,34  | 2.       | C     | 6:50,07 | 3.    | 15.      |

## Kajak-kenu

### Síkvízi
Férfi
| Versenyző                 | Versenyszám         | Előfutam | Előfutam | Előfutam | Elődöntő | Elődöntő | Elődöntő | Döntő    | Döntő    |
| Versenyző                 | Versenyszám         | Idő      | Hely.    | Össz.    | Idő      | Hely.    | Össz.    | Idő      | Helyezés |
| ------------------------- | ------------------- | -------- | -------- | -------- | -------- | -------- | -------- | -------- | -------- |
| Wouter D'Haene Bob Maesen | Kajak kettes 1000 m | 3:14,447 | 4.       | 10.      | 3:11,757 | 1.       | 1.       | 3:20,196 | 5.       |

Női
| Versenyző   | Versenyszám       | Előfutam | Előfutam | Előfutam | Elődöntő | Elődöntő | Elődöntő | Döntő   | Döntő    |
| Versenyző   | Versenyszám       | Idő      | Hely.    | Össz.    | Idő      | Hely.    | Össz.    | Idő     | Helyezés |
| ----------- | ----------------- | -------- | -------- | -------- | -------- | -------- | -------- | ------- | -------- |
| Petra Santy | Kajak egyes 500 m | 1:52,834 | 3.       | 4.       | 1:54,534 | 4.       | 5.       | kiesett | kiesett  |

## Kerékpározás

### Hegyi-kerékpározás
| Versenyző      | Versenyszám        | Idő             | Helyezés |
| -------------- | ------------------ | --------------- | -------- |
| Roel Paulissen | Férfi terepverseny | 2:18:10 (+3:08) | 4.       |

### Országúti kerékpározás
Férfi
| Versenyző          | Versenyszám   | Idő                   | Helyezés      |
| ------------------ | ------------- | --------------------- | ------------- |
| Philippe Gilbert   | Mezőnyverseny | 5:44:13 (+2:29)       | 49.           |
| Axel Merckx        | Mezőnyverseny | 5:41:52 (+0:08)       |               |
| Wim Vansevenant    | Mezőnyverseny | nem ért célba         | nem ért célba |
| Peter Van Peteghem | Mezőnyverseny | 5:42:03 (+0:19)       | 40.           |
| Peter Van Peteghem | Időfutam      | 1:00:35,73 (+3:03,99) | 19.           |
| Marc Wauters       | Időfutam      | 59:59,63 (+2:27,89)   | 13.           |
| Marc Wauters       | Mezőnyverseny | nem ért célba         | nem ért célba |

Női
| Versenyző        | Versenyszám   | Idő             | Helyezés |
| ---------------- | ------------- | --------------- | -------- |
| Sharon Vandromme | Mezőnyverseny | 3:25:42 (+1:18) | 21.      |

### Pálya-kerékpározás
Pontversenyek
| Versenyző                   | Versenyszám       | Pont | Helyezés |
| --------------------------- | ----------------- | ---- | -------- |
| Matthew Gilmore             | Férfi pontverseny | 7    | 18.      |
| Matthew Gilmore Iljo Keisse | Férfi madison     | 3    | 11.      |

## Lovaglás
Díjugratás
| Versenyző                                                          | Ló                              | Versenyszám | Selejtező | Selejtező | Selejtező | Selejtező | Selejtező | Selejtező | Selejtező | Selejtező | Döntő   | Döntő   | Döntő   | Döntő   | Végeredmény | Végeredmény |
| Versenyző                                                          | Ló                              | Versenyszám | 1. kör    | 1. kör    | 2. kör    | 2. kör    | 2. kör    | 3. kör    | 3. kör    | 3. kör    | 1. kör  | 1. kör  | 2. kör  | 2. kör  | Végeredmény | Végeredmény |
| Versenyző                                                          | Ló                              | Versenyszám | Bünt.     | Hely.     | Bünt.     | Össz.     | Hely.     | Bünt.     | Össz.     | Hely.     | Bünt.   | Hely.   | Bünt.   | Hely.   | Bünt.       | Helyezés    |
| ------------------------------------------------------------------ | ------------------------------- | ----------- | --------- | --------- | --------- | --------- | --------- | --------- | --------- | --------- | ------- | ------- | ------- | ------- | ----------- | ----------- |
| Dirk Demeersman                                                    | Clinton                         | Egyéni      | 12        | 58.       | 0         | 12        | 27.       | 8         | 20        | 28.       | 8       | 11.     | 4       | 2.      | 12          | 5.          |
| Jos Lansink                                                        | Cumano                          | Egyéni      | 4         | 17.       | 13        | 17        | 40.       | 0         | 17        | 20.       | 12      | 28.     | kiesett | kiesett | kiesett     | kiesett     |
| Stanny Van Paesschen                                               | O De Pomme                      | Egyéni      | 4         | 17.       | 8         | 12        | 27.       | 8         | 20        | 48.       | kiesett | kiesett | kiesett | kiesett | kiesett     | kiesett     |
| Ludo Philippaerts                                                  | Parco                           | Egyéni      | 0         | 1.        | 4         | 4         | 4.        | 16        | 20        | 28.       | 4       | 4.      | 8       | 9.      | 12          | 9.          |
| Dirk Demeersman Jos Lansink Stanny Van Paesschen Ludo Philippaerts | Clinton Cumano O De Pomme Parco | Csapat      |           |           |           |           |           |           |           |           | 12      | 4.      | 16      | 6.      | 28          | 6.          |

Lovastusa
| Versenyző                                                                                 | Ló                                                           | Versenyszám | Díjlovaglás | Díjlovaglás | Tereplovaglás | Tereplovaglás | Tereplovaglás | Díjugratás | Díjugratás | Díjugratás | Díjugratás | Végeredmény | Végeredmény |
| Versenyző                                                                                 | Ló                                                           | Versenyszám | Díjlovaglás | Díjlovaglás | Tereplovaglás | Tereplovaglás | Tereplovaglás | 1. kör     | 1. kör     | 2. kör     | 2. kör     | Végeredmény | Végeredmény |
| Versenyző                                                                                 | Ló                                                           | Versenyszám | Bünt.       | Hely.       | Bünt.         | Hely.         | Össz.         | Bünt.      | Hely.      | Bünt.      | Hely.      | Bünt.       | Helyezés    |
| ----------------------------------------------------------------------------------------- | ------------------------------------------------------------ | ----------- | ----------- | ----------- | ------------- | ------------- | ------------- | ---------- | ---------- | ---------- | ---------- | ----------- | ----------- |
| Hendrik Degros                                                                            | Mr. Noppus                                                   | Egyéni      | 63,8        | 53.*        | 18,4          | 50.           | 46.           | 0          | 1.         | kiesett    | kiesett    | 82,2        | 37.         |
| Dolf Desmedt                                                                              | Bold Action                                                  | Egyéni      | 57,0        | 37.         | 31,2          | 55.           | 52.           | 4          | 12.        | kiesett    | kiesett    | 92,2        | 43.         |
| Karin Donckers                                                                            | Gormley                                                      | Egyéni      | 56,4        | 35.         | 0,0           | 14.           | 25.           | 0          | 1.         | 8          | 13.        | 64,4        | 16.         |
| Constantin Van Rijckevorsel                                                               | Withcote Nellie                                              | Egyéni      | 48,0        | 24.*        | 6,4           | 37.           | 24.           | 0          | 1.         | 4          | 3.         | 58,4        | 10.         |
| Joris Van Springel                                                                        | Over And Over                                                | Egyéni      | 56,0        | 34.         | nem ért célba | nem ért célba | nem ért célba | kiesett    | kiesett    | kiesett    | kiesett    | kiesett     | kiesett     |
| Hendrik Degros Dolf Desmedt Karin Donckers Constantin Van Rijckevorsel Joris Van Springel | Mr. Noppus Bold Action Gormley Withcote Nellie Over And Over | Csapat      | 160,4       | 7.          | 24,8          | 8.            | 8.            | 0          | 1.         |            |            | 193,0       | 7.          |

* - egy másik versenyzővel azonos eredményt ért el

** - öt másik versenyzővel azonos eredményt ért el

## Sportlövészet
Női
| Versenyző     | Versenyszám | Selejtező | Selejtező | Döntő   | Döntő    |
| Versenyző     | Versenyszám | Pont      | Helyezés  | Pont    | Helyezés |
| ------------- | ----------- | --------- | --------- | ------- | -------- |
| Daisy De Bock | Légpuska    | 388       | 33.*      | kiesett | kiesett  |

* - három másik versenyzővel azonos eredményt ért el

## Taekwondo
Női
| Versenyző     | Versenyszám | Nyolcaddöntő                    | Negyeddöntő                   | Elődöntő          | Vigaszág első kör | Vigaszág elődöntő | Bronz- mérkőzés   | Döntő             | Helyezés |
| Versenyző     | Versenyszám | Ellenfél Eredmény               | Ellenfél Eredmény             | Ellenfél Eredmény | Ellenfél Eredmény | Ellenfél Eredmény | Ellenfél Eredmény | Ellenfél Eredmény | Helyezés |
| ------------- | ----------- | ------------------------------- | ----------------------------- | ----------------- | ----------------- | ----------------- | ----------------- | ----------------- | -------- |
| Laurence Rase | Nehézsúly   | Nataliya Mikryukova (UZB) · 9-6 | Natália Falavigna (BRA) · 4-8 | kiesett           |                   |                   |                   |                   | 9.       |

## Tenisz
Férfi
| Versenyző                     | Versenyszám | 64-es főtábla                            | 32-es főtábla                                                     | Nyolcaddöntő      | Negyeddöntő       | Elődöntő          | Bronz- mérkőzés   | Döntő             | Helyezés |
| Versenyző                     | Versenyszám | Ellenfél Eredmény                        | Ellenfél Eredmény                                                 | Ellenfél Eredmény | Ellenfél Eredmény | Ellenfél Eredmény | Ellenfél Eredmény | Ellenfél Eredmény | Helyezés |
| ----------------------------- | ----------- | ---------------------------------------- | ----------------------------------------------------------------- | ----------------- | ----------------- | ----------------- | ----------------- | ----------------- | -------- |
| Xavier Malisse                | Egyes       | Mihail Juzsnij (RUS) · 2-6, 2-6          | kiesett                                                           | kiesett           | kiesett           | kiesett           | kiesett           | kiesett           | 33.      |
| Olivier Rochus                | Egyes       | Mark Philippoussis (AUS) · 3-6, 6-0, 6-1 | Carlos Moyà (ESP) · 0-6, 6-7                                      | kiesett           | kiesett           | kiesett           | kiesett           | kiesett           | 17.      |
| Xavier Malisse Olivier Rochus | Páros       |                                          | Franciaország (FRA) · Michaël Llodra · Fabrice Santoro · 3-6, 2-6 | kiesett           | kiesett           | kiesett           | kiesett           | kiesett           | 17.      |

Női
| Versenyző     | Versenyszám | 64-es főtábla                     | 32-es főtábla                       | Nyolcaddöntő                  | Negyeddöntő                  | Elődöntő                                    | Bronz- mérkőzés   | Döntő                            | Helyezés |
| Versenyző     | Versenyszám | Ellenfél Eredmény                 | Ellenfél Eredmény                   | Ellenfél Eredmény             | Ellenfél Eredmény            | Ellenfél Eredmény                           | Ellenfél Eredmény | Ellenfél Eredmény                | Helyezés |
| ------------- | ----------- | --------------------------------- | ----------------------------------- | ----------------------------- | ---------------------------- | ------------------------------------------- | ----------------- | -------------------------------- | -------- |
| Justine Henin | Egyes       | Barbora Strýcová (CZE) · 6-3, 6-4 | Maria Vento-Kabchi (VEN) · 6-2, 6-1 | Nicole Pratt (AUS) · 6-1, 6-0 | Mary Pierce (FRA) · 6-4, 6-4 | Anasztaszija Miszkina (RUS) · 7-5, 5-7, 8-6 |                   | Amélie Mauresmo (FRA) · 6-3, 6-3 |          |

## Torna
Női
| Versenyző          | Versenyszám      | Selejtező | Selejtező | Döntő    | Döntő    |
| Versenyző          | Versenyszám      | Pontszám  | Helyezés  | Pontszám | Helyezés |
| ------------------ | ---------------- | --------- | --------- | -------- | -------- |
| Aagje Vanwalleghem | Talaj            | 8,925     | 55.       | kiesett  | kiesett  |
| Aagje Vanwalleghem | Ugrás            | 9,275     |           | kiesett  | kiesett  |
| Aagje Vanwalleghem | Felemás korlát   | 9,200     | 48.       | kiesett  | kiesett  |
| Aagje Vanwalleghem | Gerenda          | 8,825     | 51.       | kiesett  | kiesett  |
| Aagje Vanwalleghem | Egyéni összetett | 36,225    | 29.       | 34,862   | 23.      |

## Triatlon
| Versenyző     | Versenyszám | 1,5 km úszás | 1,5 km úszás | 40 km kerékpározás | 40 km kerékpározás | 10 km futás | 10 km futás | Összesítés | Összesítés |
| Versenyző     | Versenyszám | Idő          | Hely.        | Idő                | Hely.              | Idő         | Hely.       | Idő        | Helyezés   |
| ------------- | ----------- | ------------ | ------------ | ------------------ | ------------------ | ----------- | ----------- | ---------- | ---------- |
| Kathleen Smet | Női         | 19:42        | 23.          | 1:09:04            | 5.                 | 36:05       | 6.          | 2:05:35,89 | 4.         |
| Mieke Suys    | Női         | 20:26        | 33.          | 1:09:39            | 14.                | 38:25       | 26.         | 2:09:12,57 | 22.        |

## Vitorlázás
Férfi
| Versenyző           | Versenyszám | Futam | Futam | Futam | Futam | Futam | Futam | Futam | Futam | Futam | Futam | Futam | Pontszám | Helyezés |
| Versenyző           | Versenyszám | 1     | 2     | 3     | 4     | 5     | 6     | 7     | 8     | 9     | 10    | 11    | Pontszám | Helyezés |
| ------------------- | ----------- | ----- | ----- | ----- | ----- | ----- | ----- | ----- | ----- | ----- | ----- | ----- | -------- | -------- |
| Sébastien Godefroid | Finn dingi  | 19    | 12    | 2     | 5     | 6     | 5     | 3     | 11    | 24    | 18    | 15    | 96       | 7.       |

Női
| Versenyző       | Versenyszám     | Futam | Futam | Futam | Futam | Futam | Futam | Futam | Futam | Futam | Futam | Futam | Pontszám | Helyezés |
| Versenyző       | Versenyszám     | 1     | 2     | 3     | 4     | 5     | 6     | 7     | 8     | 9     | 10    | 11    | Pontszám | Helyezés |
| --------------- | --------------- | ----- | ----- | ----- | ----- | ----- | ----- | ----- | ----- | ----- | ----- | ----- | -------- | -------- |
| Sigrid Rondelez | Szörfvitorlázás | 17    | 7     | 19    | 14    | 15    | 18    | 18    | 21    | 13    | 12    | 15    | 148      | 18.      |
| Min Dezillie    | Europe          | 13    | 1     | 20    | 3     | 16    | 26    | 19    | 20    | 2     | 23    | 16    | 133      | 15.      |

Nyílt
| Versenyző         | Versenyszám | Futam | Futam | Futam | Futam | Futam | Futam | Futam | Futam | Futam | Futam | Futam | Pontszám | Helyezés |
| Versenyző         | Versenyszám | 1     | 2     | 3     | 4     | 5     | 6     | 7     | 8     | 9     | 10    | 11    | Pontszám | Helyezés |
| ----------------- | ----------- | ----- | ----- | ----- | ----- | ----- | ----- | ----- | ----- | ----- | ----- | ----- | -------- | -------- |
| Philippe Bergmans | Laser       | 9     | 4     | 5     | 14    | 32    | 14    | 17    | 27    | 20    | 18    | 31    | 159      | 18.      |

## Vívás
Férfi
| Versenyző   | Versenyszám | Selejtező         | 32-es főtábla             | Nyolcaddöntő      | Negyeddöntő       | Elődöntő          | Bronz- mérkőzés   | Döntő             | Helyezés |
| Versenyző   | Versenyszám | Ellenfél Eredmény | Ellenfél Eredmény         | Ellenfél Eredmény | Ellenfél Eredmény | Ellenfél Eredmény | Ellenfél Eredmény | Ellenfél Eredmény | Helyezés |
| ----------- | ----------- | ----------------- | ------------------------- | ----------------- | ----------------- | ----------------- | ----------------- | ----------------- | -------- |
| Cédric Gohy | Tőr, egyéni |                   | Dan Kellner (USA) · 12-15 | kiesett           | kiesett           | kiesett           | kiesett           | kiesett           | 18.      |